# 基因多效性
基因多效性（pleiotropy）一个基因可以影响与其无关的性状特征的现象，简单地说就是可以由一个基因影响多个蛋白质的表达。
一個基因基本上控制一個性狀，若一個基因的突變可使多種性狀同時改變，則稱此狀況為基因多效性（gene pleiotropy），此基因則為多效性基因（pleiotropic gene）。
例如：血红蛋白H病是由于一个控制血红蛋白ɑ链合成合成的调控基因发生了突变，不仅引起贫血症状，还可以在胚胎期影响患儿面部的形态发育。
多效性基因控制不同性狀之主要機制，是因多效性基因所生成的產物被個體內不同的細胞使用，或者，其產物具有訊息傳遞之功能並且影響許多不同的下游產物。在人類疾病中有一著名的例子：苯酮尿症（phenylketonuria；PKU），PKU是一種體染色體隱性遺傳疾病，主要是由於體內苯丙胺酸（phenylalanine）氫化（hydroxylation）成酪胺酸（tyrosine）的代謝途徑產生問題而引起的先天性代謝異常疾病。造成代謝途徑異常之基因，可同時使病患毛髮色素減少、皮膚蒼白且有智能障礙。另外，在果蠅實驗中也發現，隱性vestigial gene（vg）基因會使果蠅翅膀變短而無法飛行，也會間接改變果蠅卵巢的egg string數量、改變小盾板上的刺毛位置，並且使果蠅壽命減少。
並不是所有的基因多效性的例子都是往相同的方向進行，有時會有拮抗的情況發生，稱為拮抗基因多效性（antagonistic pleiotropy）。以人類為例子，p53基因之產物會使細胞停止生長，最終造成細胞死亡，因此，p53基因產物可以抑制癌細胞之生長，但也會同時抑制幹細胞之分裂，使人體無法自行更替老死之細胞。拮抗之基因多效性在人類老化（aging）相關的機制上，也有很多例子，喬治·C·威廉斯在1957年提出有關老化的理論，他認為某些基因產物在人體年輕的時候可以提高健康，然而當年紀漸大，此基因產物卻有相反的結果。